# Viljandi
Viljandi (Duits, hist.: Fellin) is een stad en tevens gemeente in de Zuid-Estische provincie Viljandimaa. De gemeente telde 17.255 inwoners op 1 januari 2024 en heeft een oppervlakte van 14,67 vierkante kilometer. Het is de hoofdstad van de provincie Viljandimaa.

## Bevolking
Het overgrote deel van de inwoners is Estischtalig. In 2021 was de etnische samenstelling van de bevolking aldus:
|            | aantal | percentage |
| ---------- | ------ | ---------- |
| Totaal     | 17.245 | 100,0%     |
| Esten      | 16.230 | 94,1%      |
| Russen     | 508    | 2,9%       |
| Oekraïners | 169    | 1,0%       |
| Finnen     | 93     | 0,5%       |
| Overig     | 245    | 1,4%       |

## Geschiedenis
In 1211 werd de Estse burcht in Viljandi bestormd door een leger van de Orde van de Zwaardbroeders. De Zwaardbroeders veroverden de burcht in augustus 1223.
Het volgende jaar leidde de grootmeester Willem van Endorp de bouw van een kasteel op het terrein van de voormalige burcht. Het was een van de grootste kastelen in Lijfland en de hoofdzetel van de Lijflandse Orde vanaf 1248. In de volgende tweehonderd jaar werd de vesting steeds herbouwd en gemoderniseerd. In 1560, tijdens de Lijflandse Oorlog, werd het kasteel al grotendeels vernield. Na de Pools-Russische Oorlog aan het begin van de 17e eeuw was er nog minder van het kasteel over. Alleen een ruïne resteert nog.
In 1283 ontving Viljandi stadsrechten van Willem van Endorp, het hoofd van de Orde. In het begin van de 14e eeuw werd de stad lid van de hanze. In 2015 trad de stad op als gastheer van de internationale ontmoeting van hanzesteden, de hanzedagen.
In Viljandi vindt begin juli jaarlijks het grootste folkfestival van Estland plaats. Het theater van de stad, Ugala, werd opgericht in 1920.

## Geografie
Om Viljandi heen ligt sinds 2013 de gemeente Viljandi vald, een "ringgemeente" (rõngasvald), een gemeente rondom een plaats die als bestuurscentrum fungeert, maar er zelf niet bijhoort. Het bestuurscentrum van Viljandi vald is Viljandi.
Viljandi is het eindpunt van de spoorlijn Tallinn - Viljandi. Op de grens tussen Viljandi en Viiratsi komt de Tugimaantee 52, de secundaire weg van Rõngu naar Viljandi, uit op de Põhimaantee 92, de hoofdweg van Tartu via Viljandi naar Kilingi-Nõmme.

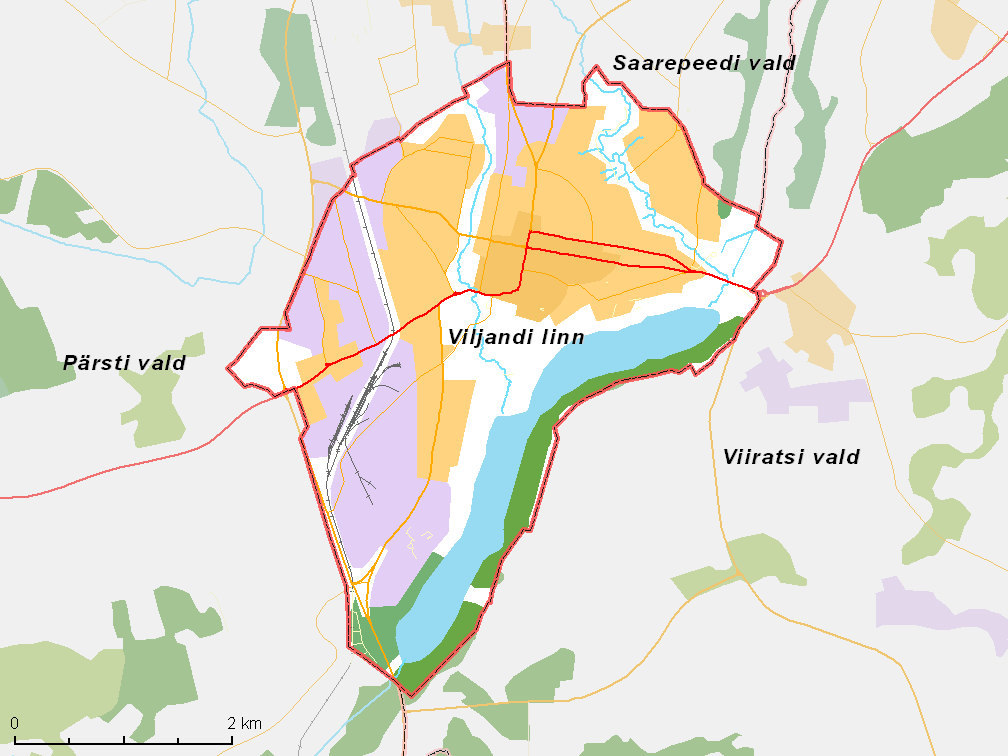
De gemeente met omliggende gemeenten, situatie begin 2013. De gemeenten Saarepeedi, Viiratsi en Pärsti zijn sindsdien alle drie opgegaan in de gemeente Viljandi vald

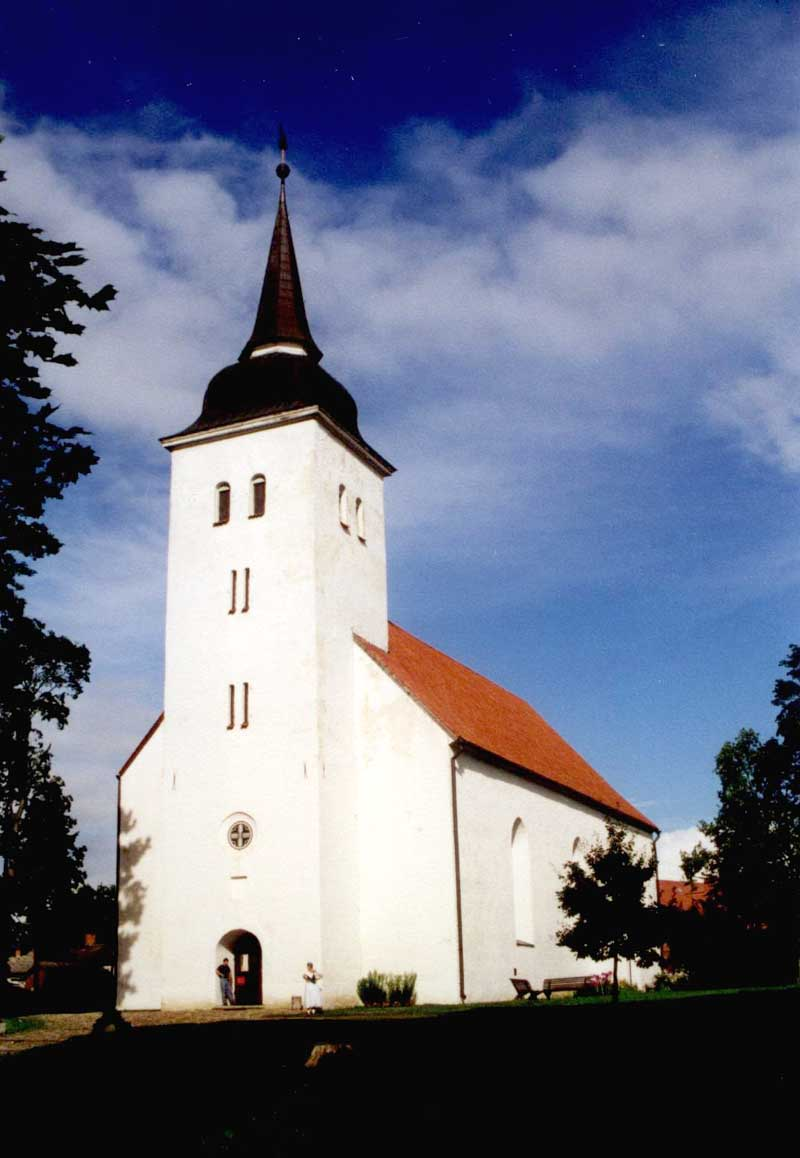
De Janskerk (Jaani kirik) in Viljandi

## Zustersteden
- Porvoo (Finland, sinds 1992)
- Valmiera (Letland, sinds 1997)
- Eslöv kommun (Zweden, sinds 1997)
- Härnösand kommun (Zweden, sinds 1990)
- Ahrensburg (Duitsland, sinds 1989)
- Kretinga (Litouwen, sinds 2007)
- Frostburg (Maryland, Verenigde Staten, sinds 2000)

## Geboren in Viljandi
- Tarmo Rüütli (1954), voetballer en voetbalcoach

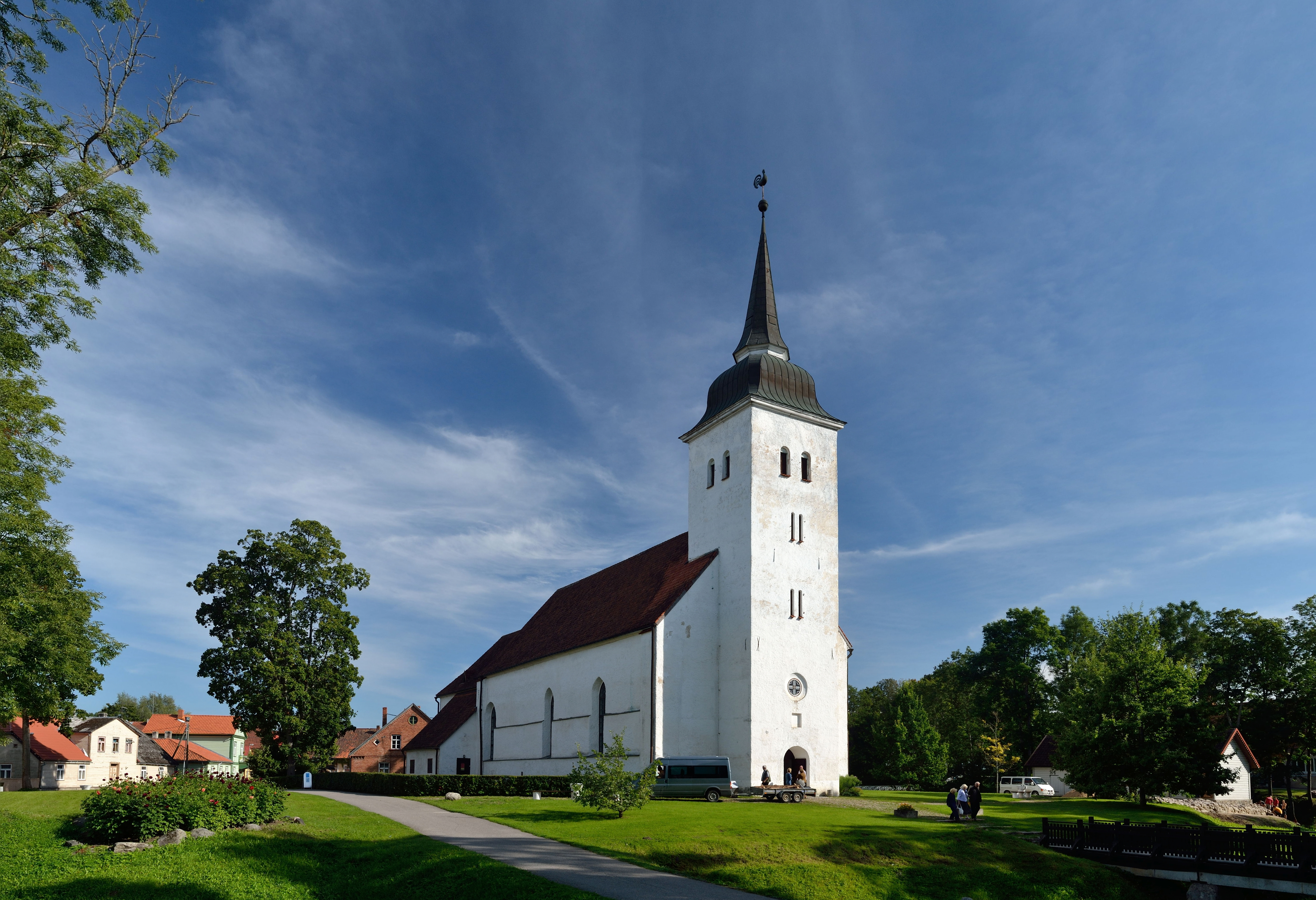
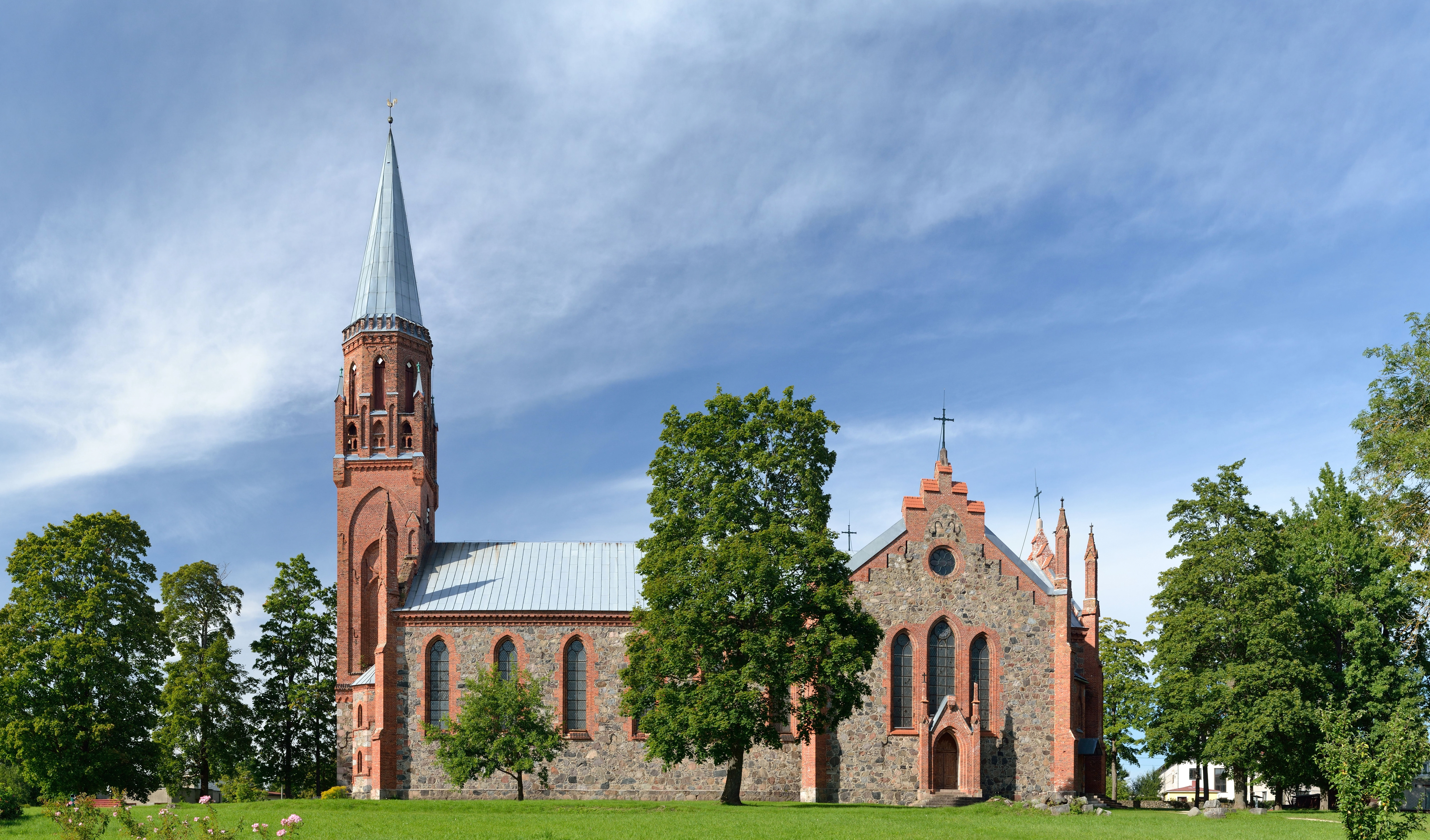
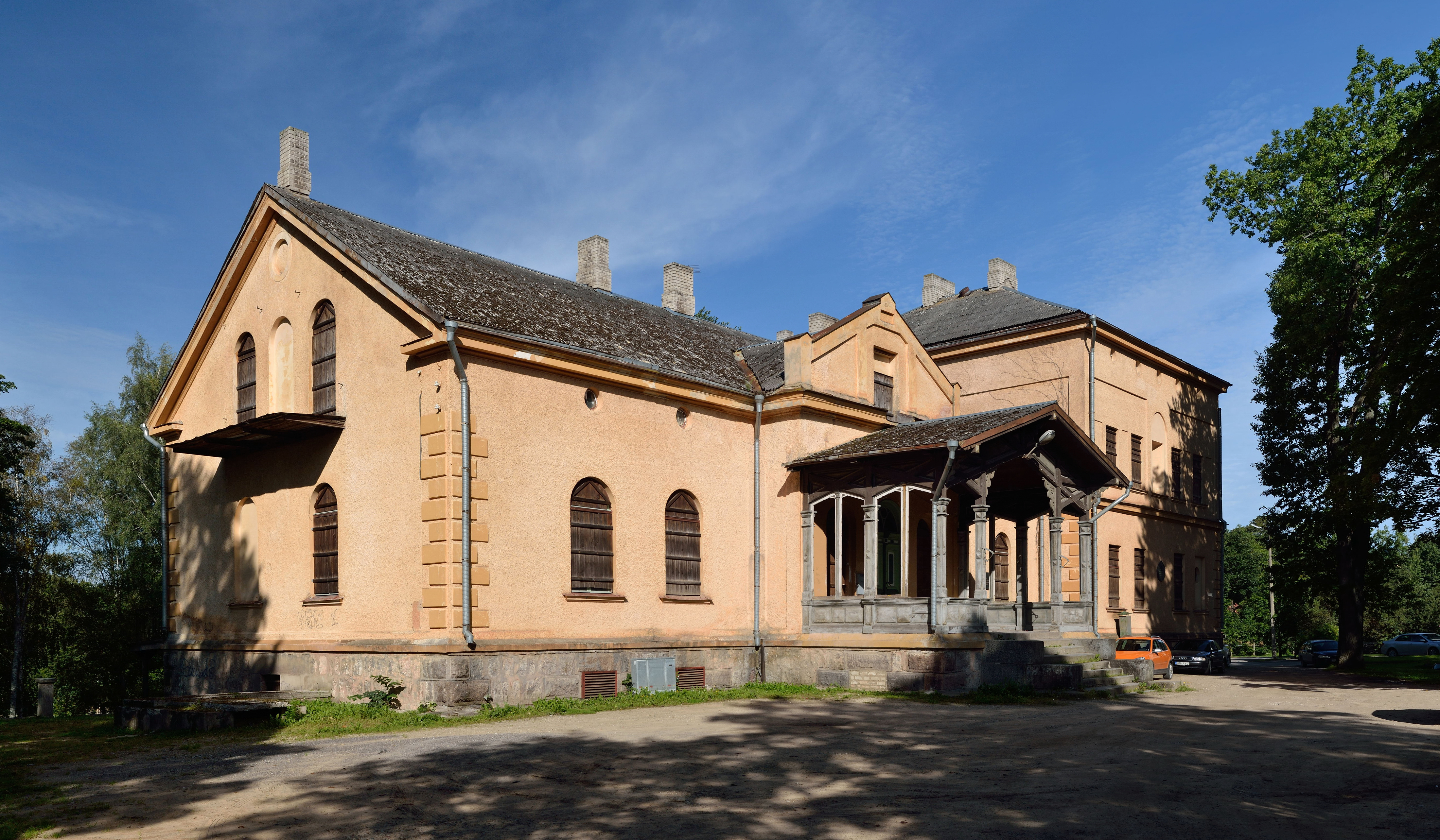
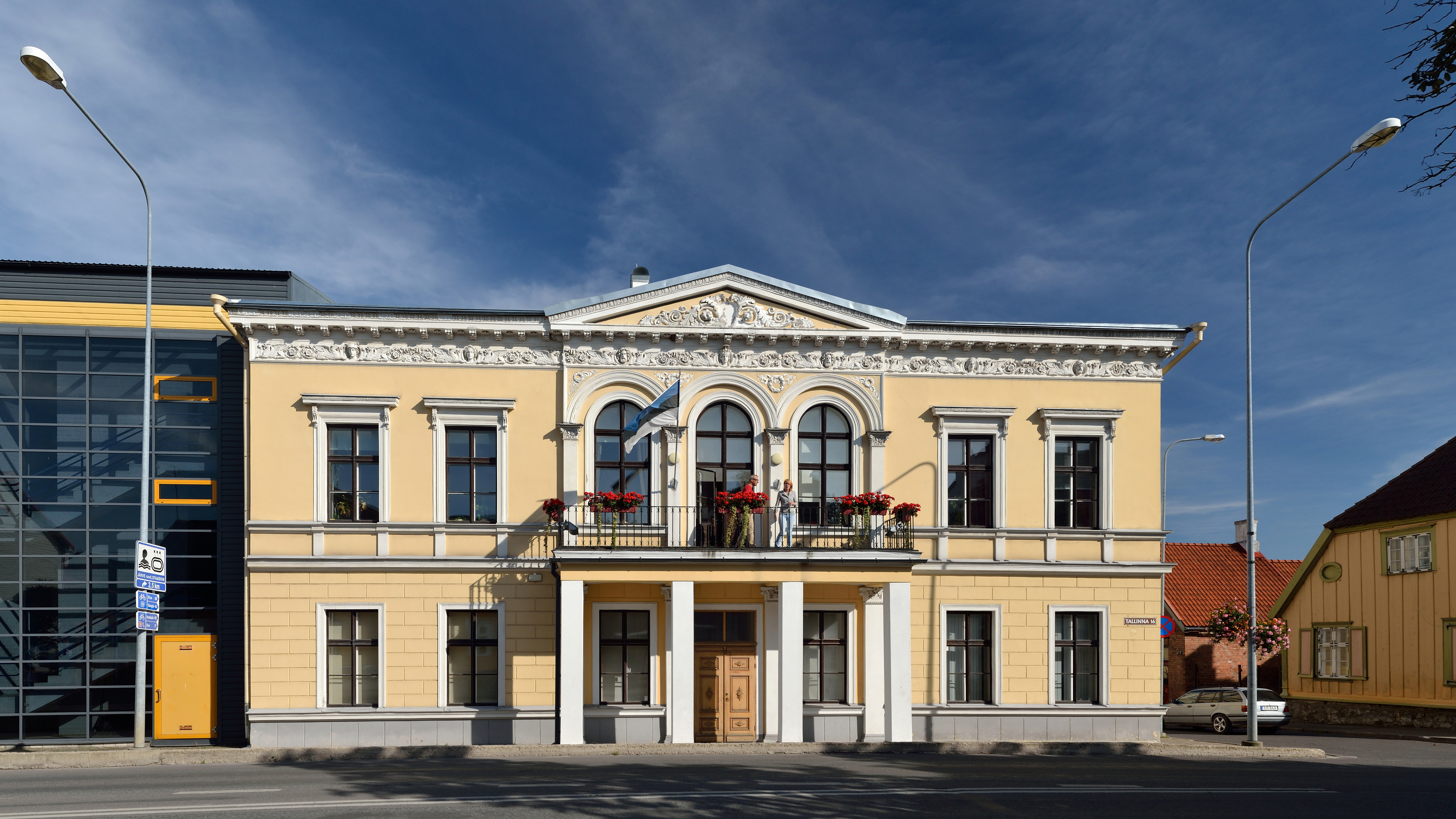
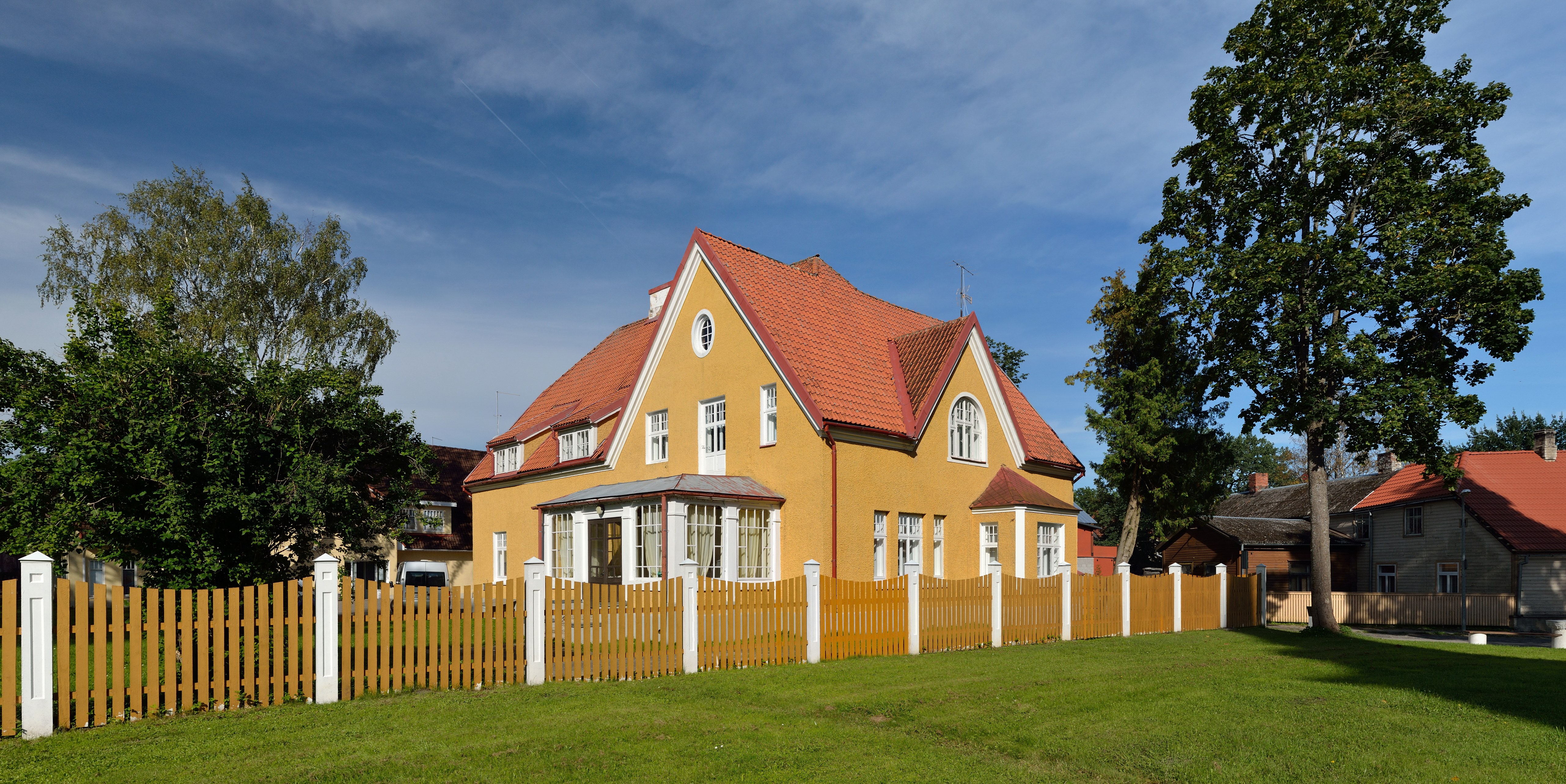

- Urmas Kirs (1966), voetballer
- Viktor Alonen (1969), voetballer
- Mait Malmsten (1972), acteur
- Erko Saviauk (1977), voetballer
- Sander Post (1984), voetballer
- Ragnar Klavan (1985), voetballer
- Triinu Kivilaan (1989), musicus
- Karol Mets (1993), voetballer